# Мирное (Тернопольская область)
Мирное (укр. Мирне) — село в Подгаецкой городской общине Тернопольского района Тернопольской области Украины.
До 2020 года входило в Подгаецкий район.
Население по переписи 2001 года составляло 657 человек. Занимает площадь 17,057 км². Почтовый индекс — 47530. Телефонный код — 3542.